# 헤나투 메데이루스
헤나투 메데이루스 지 아우메이다(포르투갈어: Renato Medeiros de Almeida, 1982년 2월 4일, 브라질리아) 또는 헤나투 메데이루스는 브라질의 축구 선수로, 현재 상하이문두에서 미드필더로 뛰고 있다.